# Pop Voodoo
Pop Voodoo je třetí studiové album anglické skupiny Black Grape. Vydáno bylo v červenci roku 2017 společností UMC. Jeho producentem byl Martin „Youth“ Glover, dále se na produkci podílel též Michael Rendall. Jde o první album kapely po dvaceti letech – to předchozí Stupid Stupid Stupid vyšlo roku 1997. Server Louder Than War desku zařadil na 23. příčku žebříčku sta nejlepších alb roku.

## Seznam skladeb
1. Everything You Know Is Wrong – Intro – 4:30
2. Nine Lives – 4:22
3. Set The Grass on Fire – 3:18
4. Whiskey, Wine and Ham – 3:45
5. Money Burns – 5:22
6. String Theory – 3:16
7. Pop Voodoo – 4:25
8. I Wanna Be Like You – 4:04
9. Sugar Money – 4:31
10. Shame – 4:29
11. Losing Sleep – 3:35
12. Young and Dumb – 4:53

## Obsazení
- Shaun Ryder – zpěv
- Paul „Kermit“ Leveridge – zpěv
- Michael Rendall – kytara, klávesy, programování
- Jamie Grashion – kytara, programování
- Jackson Scott – kytara
- Seth Leppard – kytara
- Martin „Youth“ Glover – kytara, baskytara, programování
- Rainbow Man – harmonika
- Alex Ward – saxofon